# Red Aim
Red Aim – niemiecki zespół wykonujący szeroko pojętą muzykę rockową. Grupa powstała w 1995 roku, początkowo grając muzykę z pogranicza Raga Rock. Po zmianie wokalisty na Karstena Brilla utwory zaczęły coraz bardziej iść w kierunku punk rocka, a później heavy metalu.
Po piątym albumie Niagara członkowie zespołu utworzyli powermetalową grupę Powerwolf.
W 2006 zapowiedziano album Pink Necromantic, mający ukazać się w tym samym roku, który jednak nigdy nie wyszedł.

## Historia zespołu
Zespół powstał w 1995 roku. Pascal Flach i Benjamin Buss znali się ze szkoły. Red Aim wydał Sinai Jam (1996) i Orange (1998) jako samodzielnie wydane mini-albumy przed podpisaniem umowy wydawniczej w wytwórni Dortmund "I Used To Fuck People Like You In Prison" Records (później People Like You Records). Pierwszym niesamodzielnym wydaniem był album Call Me Tiger.  Call Me Tiger jest wzbogacony o dwie dodatkowe wersje utworów z ostatniego samodzielnego minialbumu Orange. Został ponownie zmiksowany i odśpiewany przez Karstena Brilla, kiedy wokalista Pascal Flach opuścił zespół. Stefan Gemballa dołączył do zespołu jako perkusista. W tym samym roku Red Aim wydał cover The Trooper Iron Maiden.
W 2000 roku Red Aim był w trasie z holenderskim zespołem 7Zuma7. W 2000 roku, został wydany EP The Aprilfuckers EP a w 2001 album Saartanic Cluttydogs. Wraz z podpisaniem kontraktu z amerykańską wytwórnią Metal Blade Records, zespół zmienił swój line-up. Basista Thorsten Erbel został zastąpiony przez El Davide. Ray Kitzler dołączył jako klawiszowiec. W sierpniu 2001 zagrali na festiwalu Summer Breeze Open Air latem w Ostalb. W roku 2002 ukazał się drugi album wydany przez Metal Blade Records – Flesh For Fantasy. Został wyprodukowany w Hagener Woodhouse Studios pod kierownictwem Dana Diamonda. Piosenka Rock You Like A Hurricane to cover zespołu Scorpions. W kwietniu 2002 r. Red Aim supportował niemiecką grupę rockową In Extremo podczas ich wiosennej trasy.
Na początku sierpnia 2002 Red Aim zagrał na Wacken Open Air w Wacken. Rok 2003 był kolejnym albumem Metal Blade Records, zatytułowanym Niagara. W dniu 6 grudnia 2003 r. perkusista Stefan Gemballa został ranny na koniec występu w Saarbrücken. 
W okolicy 2003 roku Karsten Brill, Benjamin Buss i basista David Vogt założyli powermetalowy zespół Powerwolf. Stefan Gemballa później również udał się do Powerwolf.

## Dyskografia
- 1996: Sinai Jam (DIY - prywatne wydanie)
- 1998: Orange (DIY - prywatne wydanie) (Mini Album)
- 1999: Call Me Tiger, "I Used To Fuck People Like You In Prison" Records (Album)
- 2000: The Aprilfuckers EP, "I Used To Fuck People Like You In Prison" Records (EP)
- 2001: Saartanic Cluttydogs, "I Used To Fuck People Like You In Prison" Records (Album)
- 2002: Flesh For Fantasy, Metal Blade Records (Album)
- 2003: Niagara, Metal Blade Records (Album)